# Katarzyna Paprocka
Katarzyna Paprocka (ur. w Chełmnie, zm. 1638 w Bydgoszczy) – ofiara spisku wykorzystującego oskarżenie o czary.

## Proces o czary
Była żoną rybaka Daniela Nosalskiego i mieszkała na Rybakach w Chełmnie. Owdowiawszy wyszła za mąż za krawca Adama Zawarcińskiego z Bydgoszczy. Małżeństwo dorobiło się znaczącego majątku, jednak Zawarciński niedługo potem zachorował i zmarł. Wkrótce Katarzynie oświadczył się niedawno owdowiały przyjaciel rodziny, krawiec Adam Paprocki, z którym po raz kolejny zawarła związek małżeński, co spotkało się z gwałtownym sprzeciwem rodziny zarówno Paprockiego, jak i rodziny jego zmarłej żony.
Katarzyna Paprocka sprzedała dom wybudowany wraz z Zawarcińskim mistrzowi krawieckiemu Tomaszowi Kolesowi, który należność miał uregulować w kilku ratach. Gdy Paprocka próbowała wyegzekwować od niego umówioną spłatę, z którą zwlekał, Koles postanowił oskarżyć ją o czary. Śmierć Paprockiej uwolniłaby go od konieczności zapłaty za dom, który od niej kupił, a jednocześnie pozbawiła go w ten sposób majętnej konkurentki w interesach.
Tomasz Koles wraz z Joachimem Byszewskim zakopali pod progiem niespłaconego domu garnek z ziemią i bydlęcymi kośćmi. W miejscowej gospodzie opowiadali przygodnym towarzyszom o planie pozbycia się Paprockiej.
15 kwietnia 1638 roku Koles oskarżył Paprocką o czary – to właśnie czarami miała doprowadzić do śmierci drugiego męża i skłonić Paprockiego do ślubu. Dowodem miał być "przypadkowo" odnaleziony garnek z kośćmi. Sędzią w procesie był burmistrz Wojciech Łochowski, a prokuratorem (instygatorem) Joachim Byszewski, wspólnik w spisku Tomasza Kolesa.  
Przeciwko Katarzynie Paprockiej zeznawała jej sąsiadka, Jadwiga Pędziwiatrowa, rodzina Paprockiego, członkowie cechu krawieckiego, a nawet członkowie sądu oraz żona prokuratora i spiskowca, Regina Byszewska. Adam Paprocki zeznawał na korzyść kobiety. Wynajęty obrońca przedstawił zeznania świadków słów Kolesa, który opowiadał w gospodzie o tym, jak zamierza spreparować dowody przeciwko Katarzynie Paprockiej. Obrońca podważył również wiarygodność świadków powołanych przez oskarżenie oraz przedstawił pozytywną opinię o Katarzynie Paprockiej wydaną przez radę miasta Chełmna.
Mimo to sąd podjął decyzję o aresztowaniu Katarzyny Paprockiej i poddaniu jej torturom. Obrońca Paprockiej zażądał apelacji do sądu grodzkiego i starosty bydgoskiego, Jerzego Ossolińskiego z Tęczyna, dzięki czemu proces zawieszono do 16 lipca. Wkrótce okazało się jednak, że rada miasta Chełmna odwołała pozytywną opinię wydaną o Katarzynie Paprockiej, gdyż jedna z kobiet z Chełmna, oskarżona o czary, wskazała podczas tortur Paprocką jako uczestniczkę sabatów na Łysej Górze. Apelacja została oddalona, a Paprocka, która twierdziła, że jest niewinna, 31 lipca została po raz pierwszy poddana torturom. Torturowano ją m.in. poprzez przypalanie ciała, wyłamywanie kości ze stawów oraz miażdżenie stóp. Paprocka zaczęła zeznawać (m.in. o stosowanych przez nią praktykach magicznych), jednak nie potwierdziła, iż przyczyniła się do śmierci Adama Zawarcińskiego. Twierdziła, że kochała męża i chciała mu przywrócić zdrowie. Następnej serii tortur, wyznaczonej na 16 sierpnia, nie przeprowadzono z uwagi na zły stan zdrowia kobiety.
Akta sprawy Paprockiej wysłano w 1640 roku do Warszawy (być może do Sądu Asesorskiego), jednak było już za późno: Katarzyna Paprocka najprawdopodobniej zmarła w więzieniu nie doczekawszy wyroku. Według Małgorzaty Pilaszek sprawa Paprockiej jest jednym z dwóch znanych przypadków świadczących o praktyce apelacji w sprawach o czary od wyroków sądów miejskich do sądów szlacheckich. Protokół z tej rozprawy dokładnie opisuje też poszczególne czynności procesowe i argumentację prawną stron. Oskarżona, korzystając z pomocy swojego adwokata oraz męża, wystosowała protest przeciwko wiarygodności zeznań świadków (m.in. znanej z pijaństwa Pędziwiatrowej), a także zażądała apelacji od decyzji sądu radziecko-ławniczego, przed którym toczyła się sprawa, twierdząc, że padła ofiarą oszczerstwa, dowody jej winy zostały spreparowane, a sąd jest stronniczy (sędzia był jednocześnie świadkiem oskarżenia).

## Inne procesy o czary w Bydgoszczy
Sprawy dotyczące czarów toczyły się w Bydgoszczy również w latach 1630, 1657–1658, 1668 i 1669–1670. W pierwszej z nich oskarżono dwie kobiety, matkę i córkę – wyrok w ich sprawie nie jest znany. Wiadomo jedynie, że pierwszą z nich poddano torturom, podczas których przyznała się do utrzymywania kontaktów z diabłem. W kolejnym procesie posądzono o czary żonę miejscowego piekarza (kobieta zmarła w więzieniu), a w 1668 żonę bydgoskiego chirurga Jakuba Milde. Rok później oskarżono o stosowanie magii piekarza Jana Białego. Mężczyzna miał dodawać do wypiekanego chleba fragmenty ludzkich kości. Zarzut okazał się niesłuszny – w 1670 sąd skazał autora pomówienia, piekarza Jana Frowerka, na karę grzywny.

## W literaturze
Historię Katarzyny Paprockiej w zbeletryzowanej formie przedstawiła w swojej książce Czarownice z Pomorza i Kujaw Anna Koprowska-Głowacka. Według opowiadania, pierwszym mężem kobiety był Daniel Nosowski, a akta sprawy, które trafiły do Warszawy, wywołały wielkie poruszenie. Nie dopatrzono się tam żadnych dowodów jej winy.